# Niceforonia elassodiscus
Niceforonia elassodiscus é uma espécie de anfíbio  da família Craugastoridae.
Pode ser encontrada nos seguintes países: Colômbia e Equador.
Os seus habitats naturais são: regiões subtropicais ou tropicais úmidas de alta altitude.
Está ameaçada por perda de habitat.